# Molí de la Torreta
La Torre Molí o Mas de la Torreta, també coneguda com a Molí de la Torreta, Molí Nou, o Molí de Lloch, es troba al terme municipal del Forcall, a 1.050 metres d'altitud en la vora de l'altiplà que s'estén sobre la vall, a uns tres quilòmetres del Forcall, al costat de la benzinera, a la comarca dels Ports de Morella.
Es tracta d'una torre defensiva aixecada al complex d'una masia amb la finalitat de protegir tant les collites com els agricultors que s'ocupaven d'elles, en una zona més apartada del nucli poblacional del que és raonable, per poder estar protegida per ell. Està catalogada com bé d'interès cultural tal com queda reflectit a la Direcció General de Patrimoni Artístic, de la Generalitat Valenciana. Malgrat o potser per la seva declaració com a BIC genèrica, no presenta inscripció ministerial, tenint com a identificador el codi: 12.01.061-015.

## Història
El nucli poblacional del Forcall es pot remuntar al Neolític, encara que l'actual població del Forcall tingui el seu origen en unes alqueries àrabs, que van haver de ser conquerides l'any 1235 aproximadament, per les tropes de Gil Garcés d'Azagra i Benito de Torres, oficials de Blasco d'Alagón. El 2 de maig de 1264 Forcall adquirí la categoria de vila, sota la jurisdicció de Morella, procedint a la seva fortificació l'any 1361.
Al llarg dels anys, el Forcall es va enfrontar nombroses vegades a Morella, fins que finalment aconseguí la seva independència en 1691.
Va tenir una gran importància durant les Guerres Carlines, convertint-se en una zona per presoners, el Forcall va servir de presó a 3.000 presoners isabelins capturats pel general Cabrera.
D'altra banda, la dispersió i el repartiment de les terres que han estat típiques de la zona valenciana, ha donat lloc a la construcció en els pobles de les masies. El Forcall no és una excepció i al llarg del seu terme municipal es poden contemplar un gran nombre d'aquests masos on la gent habitava aquestes edificacions, conreava i treballava les terres que les envoltaven, tenien cura del bestiar i pasturaven els ramats…
Però amb l'arribada de la industrialització i la millora dels mitjans de comunicació es produeix un continu abandonament d'aquestes masies i fins i tot de pobles sencers, desplaçant la població a les ciutats a la recerca de millors oportunitats.
D'altra banda les millores en els sistemes productius així com en els tractors i mitjans de comunicació i treball en general van fer que l'agricultor pogués anar a viure a nuclis poblacionals que li permetessin tenir millors condicions de vida, com ara aigua corrent o llum elèctrica.
Els masos es transformen en simples explotacions ramaderes o bé són abandonats, conreant les terres properes.
Al Forcall queden molt pocs masos habitats, encara que tenen un paper fonamental en la vigilància de les terres. A més, aquesta forma de vida, al Forcall, ha deixat construccions d'importància artística considerable i que actualment estan catalogades com bé d'interès cultural.
La Torre Molí o Masia de la Torreta va pertànyer, entre altres propietaris, a la Família dels Miro, i està datada al segle xvi, de fet, el primer testimoni que es té de la seva existència és de 1561 (document del notari Vicente Onofre de la Tonda quan es refereix a un "hereditas" de Jacabo Moumeneu), podent-se considerar com una edificació cristià medieval que ha arribat amb modificacions fins i tot li època moderna.

## Descripció artística
La torre, que està datada al segle xii, té tres plantes, utilitzant la més alta per a emmagatzemar, en la del mig se situaven les moles i en la baixa es recollia la farina. Per la seva banda, el molí necessitava una sèrie d'edificacions, unes eren utilitzades com a magatzem i altres per a usos diversos. També necessitava el molí una bassa de recollida de l'aigua, la qual està destruïda en l'actualitat.
Per la seva banda la masia en si està formada per planta baixa més tres altures; a això s'han afegit una sèrie d'edificacions com ara miradors i balcons. Un dels edificis, el que té la teulada d'una sola vessant té un annex petit que s'utilitza com a corral d'animals.
La fàbrica que més s'utilitza en el conjunt és la maçoneria, i com en moltes altres construccions les cantonades i el tapial estan reforçats per carreu és.
Hi ha constància documental de la presència d'habitants a la masia de la mateixa família durant més de 95 anys.
El material utilitzat en la construcció és la maçoneria, reforçada en els cantons, dovelles i llindes amb carreus.
Les restes que es poden observar en l'actualitat destaquen la fàbrica de carreus de les portes (algunes amb dovelles i arc de mig punt), alguna finestra gòtica, així com l'existència d'espitlleres.
Es va utilitzar com a molí (d'una sola mola) de farina i Batán, situant-se al marge dret en la confluència amb el barranc de Xiva de Morella.
Se li dona el nom de Torreta perquè al costat del molí hi ha una petita torre, que en el seu moment va ser defensiva, i que va acabar utilitzant-se com colomar en els últims anys.